# A Rafael Casanova
A Rafael Casanova es un monumento escultórico situado en la Ronda de San Pedro de Barcelona, en el distrito del Ensanche. Está dedicado al jurista Rafael Casanova (1660-1743), Conseller en Cap de Barcelona durante el sitio borbónico de la ciudad en la Guerra de Sucesión Española. Considerado como un icono del catalanismo, su monumento suele ser escenario de homenajes y ofrendas florales celebradas en la Diada de Cataluña. El monumento está considerado como Bien Cultural de Interés Local (BCIL) en el Inventario del Patrimonio Cultural catalán con el código 08019/1594.

## Historia

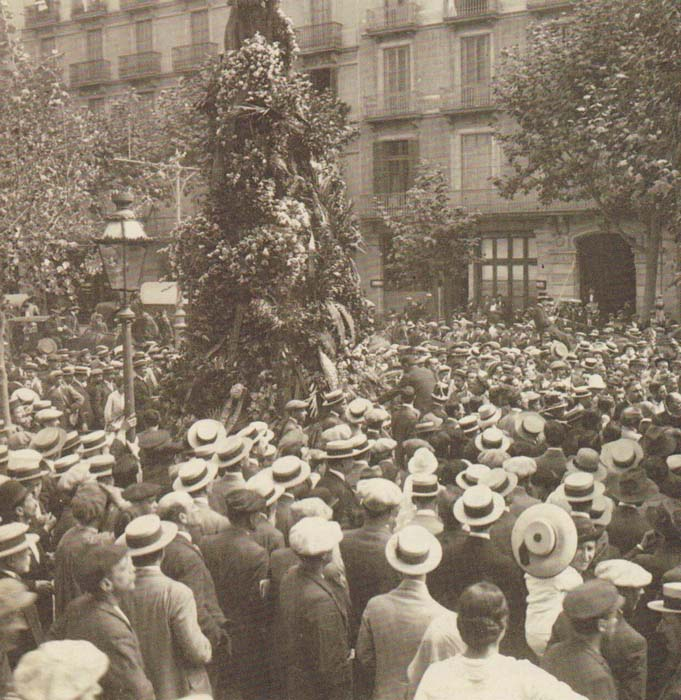
Homenaje a Rafael Casanova en la diada de 1914.

La creación de la estatua dedicada a Casanova surgió en el contexto de la Exposición Universal de 1888, celebrada entre el 8 de abril y el 9 de diciembre de ese año en el Parque de la Ciudadela. Para tal evento se acondicionó una avenida de entrada que partía del Arco de Triunfo hasta la puerta del parque, bautizada como Salón de San Juan (actual Paseo Lluís Companys), una larga avenida de 50 metros de ancho con balaustradas, mosaicos y farolas diseñados por Pedro Falqués. A lo largo de este paseo se colocaron ocho grandes estatuas de bronce que representaban personajes ilustres de la historia de Cataluña: Guifré el Pilós (obra de Venancio Vallmitjana), Roger de Lauria (de Josep Reynés), Bernat Desclot (Manuel Fuxá), Ramon Berenguer I (Josep Llimona), Pere Albert (Antoni Vilanova), Antoni Viladomat (Torquat Tasso), Jaume Fabre (Pere Carbonell) y Rafael Casanova (Rossend Nobas).
Con el tiempo, la estatua de Casanova fue adquiriendo una nueva significación debido al simbolismo otorgado al conseller en cap por los sectores catalanistas. En 1897 hubo un homenaje especialmente significativo, ya que en la diada de aquel año se realizó una conmemoración de la figura del jurista catalán por parte de la Associació Popular Catalanista y de la Joventut Excursionista Els Muntanyencs, los cuales por primera vez realizaron una ofrenda floral a los pies de la estatua de Casanova. Surgió así la costumbre todos los años de realizar el acto de homenaje al dignatario, cada vez con mayor afluencia de público. En la diada de 1911 la policía intervino para impedir la manifestación reivindicativa de los catalanistas, lo que no hizo más que acrecentar el fervor popular por ese acto festivo.
En 1914, al celebrarse el segundo centenario de la caída de la ciudad en manos de las tropas de Felipe V, el Ayuntamiento de Barcelona decidió convertir la que era una simple estatua en un verdadero monumento, y decidió trasladarla a la Ronda de San Pedro esquina con Alí Bey, que era el lugar donde cayó herido Casanova en la batalla de 1714. Su lugar en el Salón de San Juan fue ocupado por otra estatua dedicada a Pau Claris, obra de Rafael Atché. Para el nuevo monumento se instaló un pedestal diseñado por el arquitecto Alexandre Soler, y decorado con relieves de Josep Llimona. Fue inaugurado en su nueva ubicación el 11 de septiembre de 1916.
En 1939, tras la Guerra Civil, las nuevas autoridades franquistas procedieron a desmontar el monumento, junto a otros de signo político de izquierdas o catalanistas, como el Monumento a la República, el Monumento al Doctor Robert, el de Francesc Layret o la estatua de Pau Claris que había sustituido a la de Casanova en el Salón de San Juan. La obra de Nobas fue guardada en un almacén municipal de la calle Wellington, hasta que con la llegada de la democracia fue restaurada en su ubicación actual, donde fue reinaugurada el 11 de septiembre de 1977. En 1994 se añadió al pie del monumento una placa con una biografía de Casanova.

## Descripción
La estatua original confeccionada por Rossend Nobas presenta la figura del político idealizada como un héroe romántico, con un porte orgulloso y decidido pero con una expresión facial de intenso patetismo —lo que se denota también en los retorcidos pliegues de la ropa—, en la línea del Torero herido realizado por el mismo escultor unos años antes. El conseller se encuentra de pie, herido, por lo que se sostiene en la espada con la mano derecha, mientras que con la izquierda levanta la bandera de Santa Eulalia, patrona de la ciudad. El estilo empleado es un tanto ecléctico, ya que sintetiza rasgos del romanticismo, el realismo y el modernismo de corte simbolista. El actual conjunto se completa con un pedestal con relieves de Josep Llimona, que presenta dos figuras femeninas que simbolizan el dolor y la aflicción por la derrota de la ciudad y la pérdida de sus libertades. La placa de la parte posterior del pedestal lleva la inscripción (escrita en catalán): «Aquí cayó herido el conseller en cap Rafael de Casanova defendiendo las libertades de Cataluña 11 de septiembre de 1714».
En el vestíbulo de la Casa de la Ciudad se conserva una réplica a menor tamaño de la estatua de Nobas. También existen copias en bronce, terracota, yeso y cartón piedra, ubicadas en el Museo de Historia de Cataluña, la Casa Rafael Casanova de Moyá, el Museo Frederic Marès y el Museo de San Baudilio de Llobregat.

## Galería

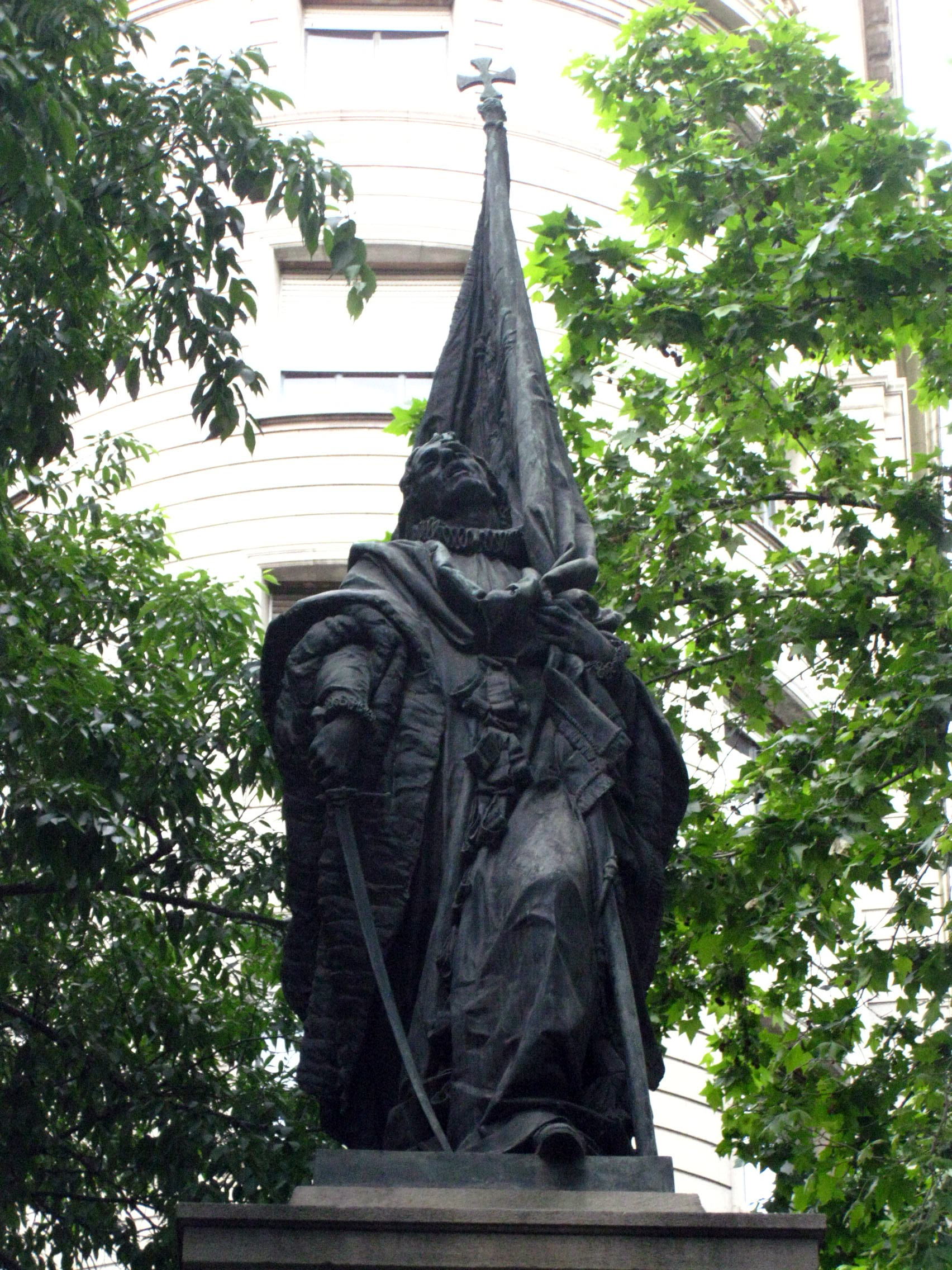
Estatua de Casanova, de Rossend Nobas.
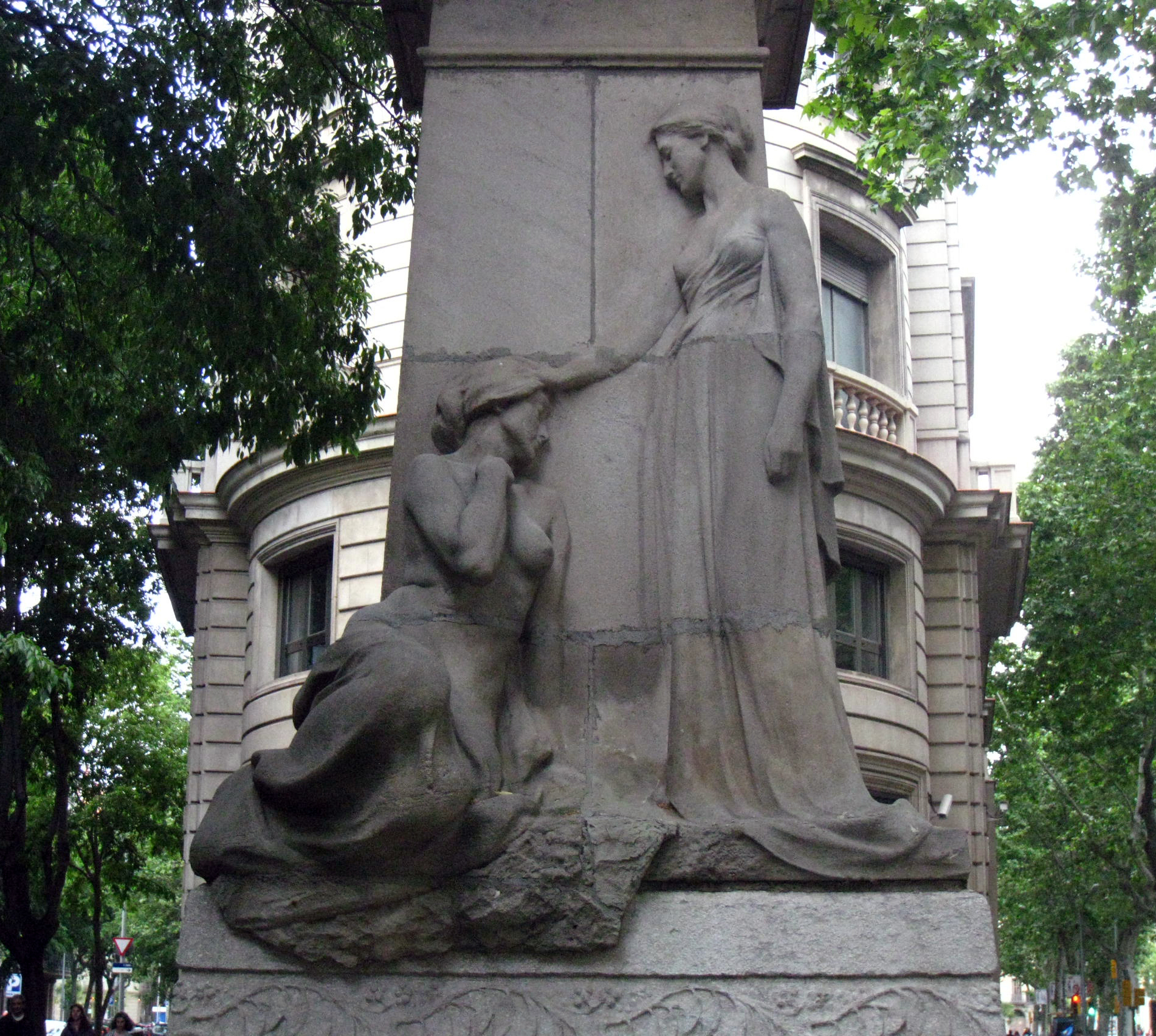
Relieve de Josep Llimona.
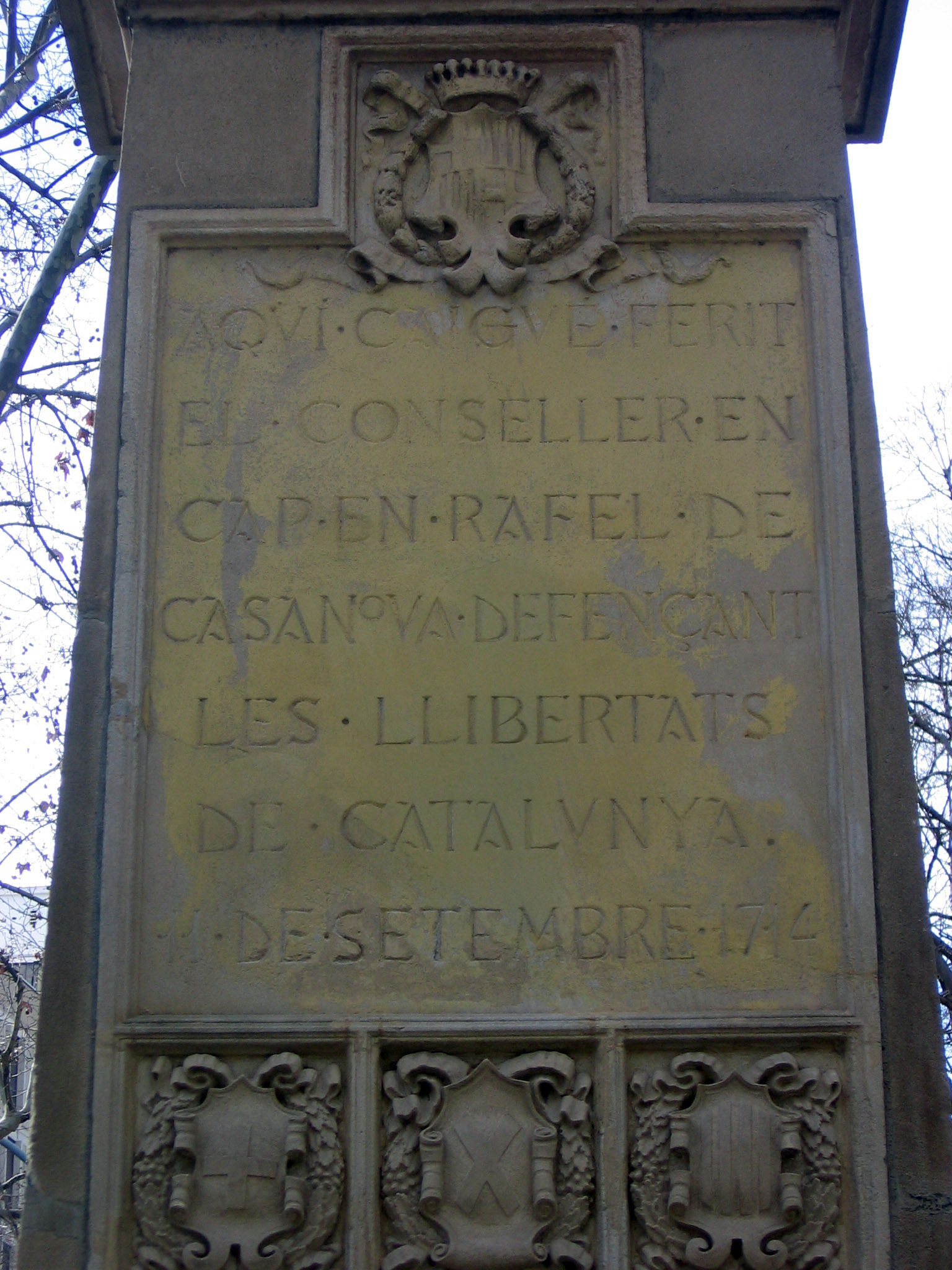
Placa posterior del pedestal.
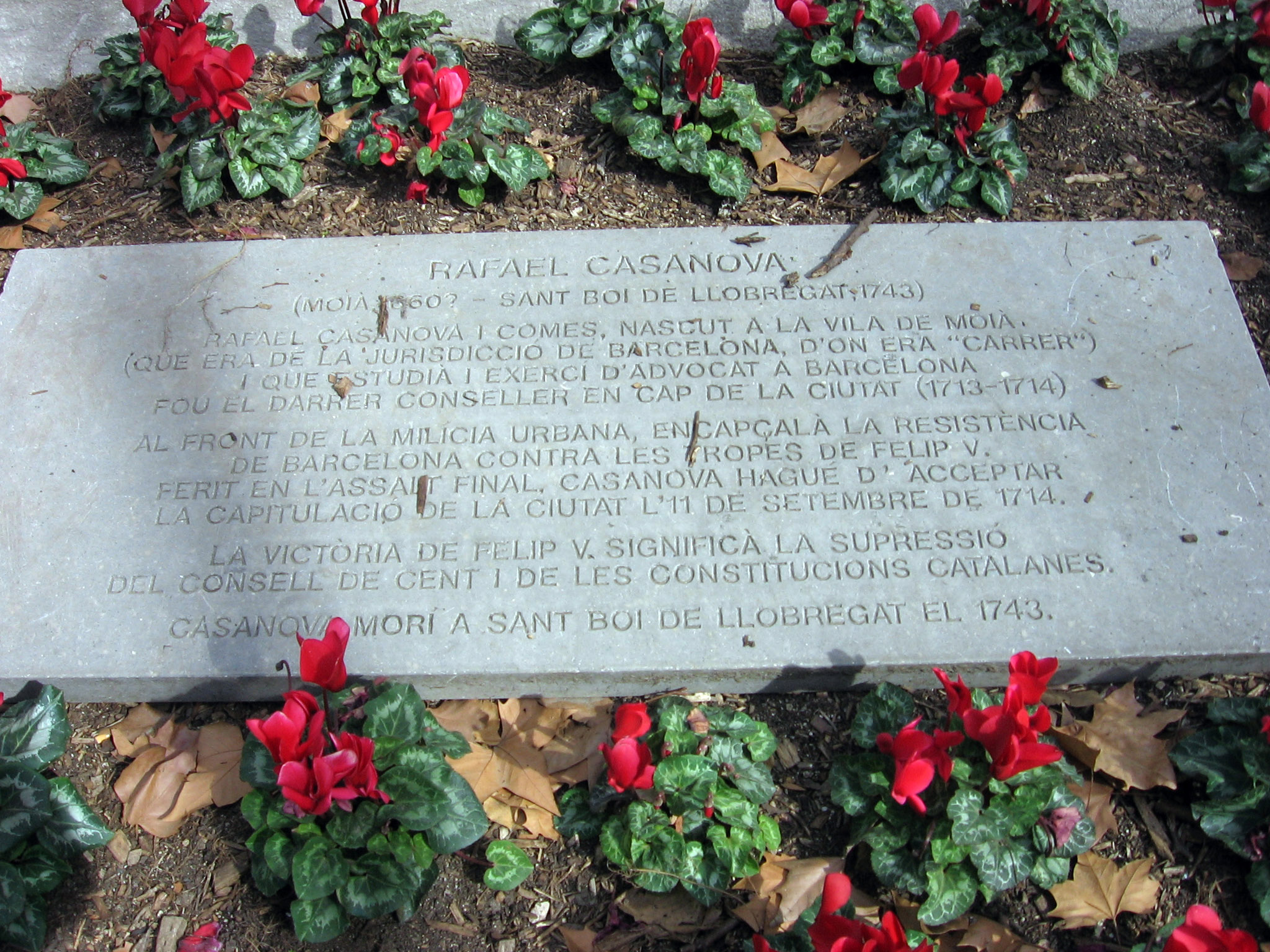
Placa a los pies del monumento.
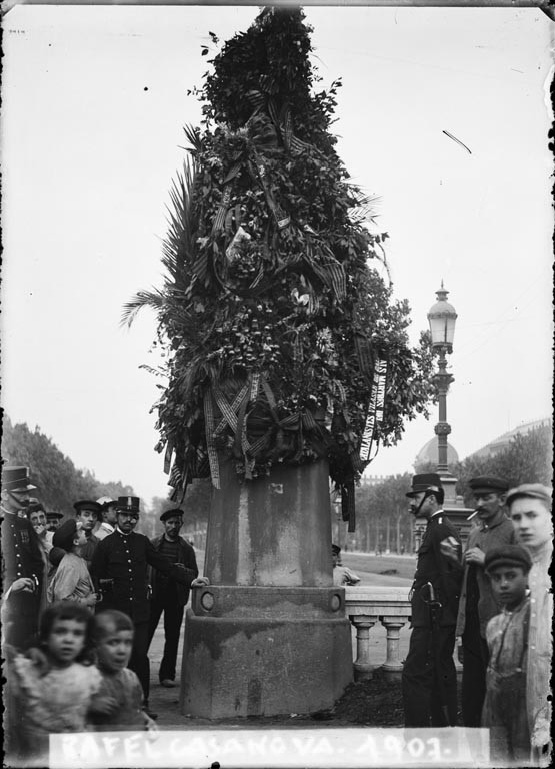
La estatua en su anterior emplazamiento del Salón de San Juan.